# Pfarrkirche Maria Raisenmarkt

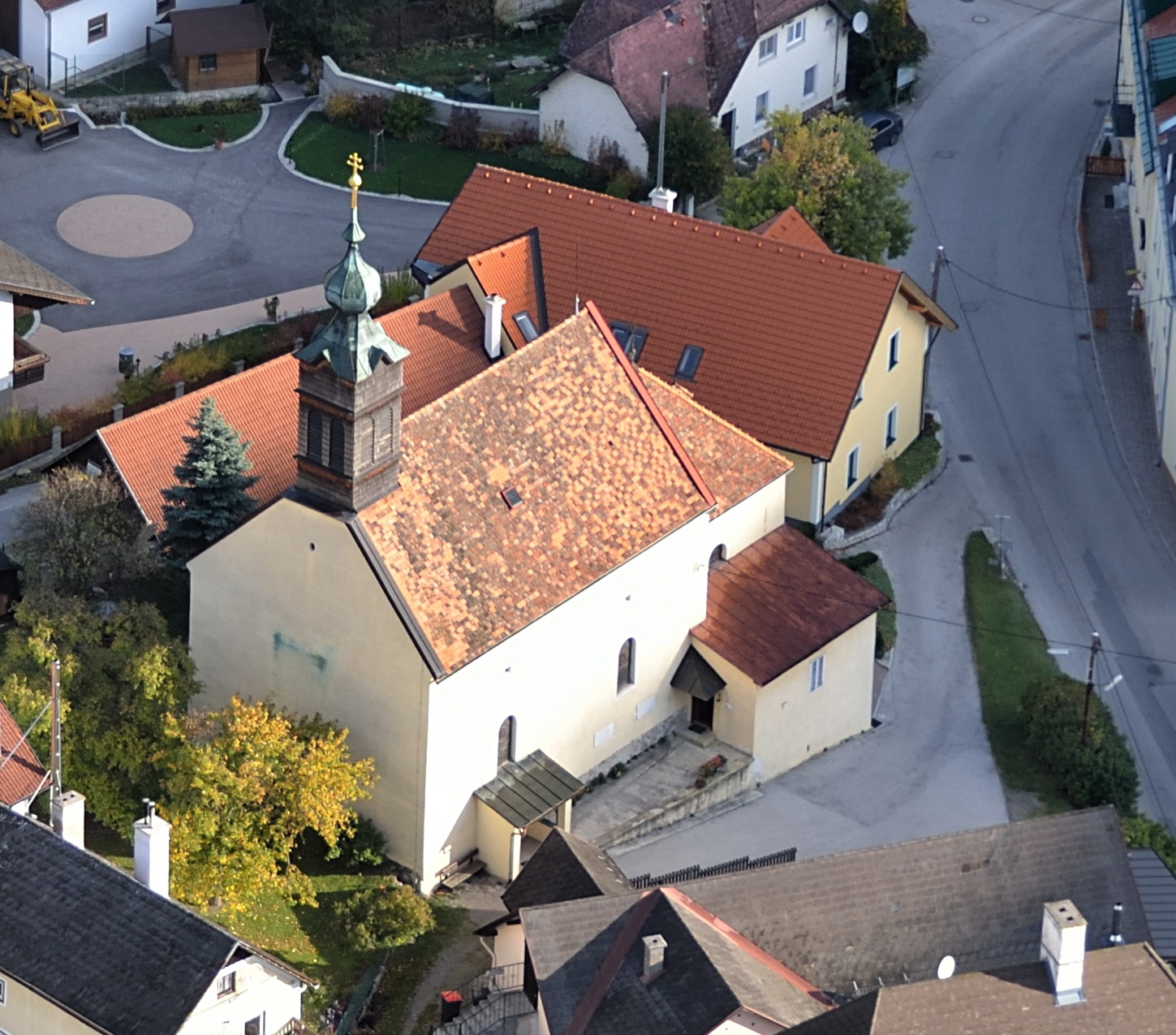
Katholische Pfarr- und Wallfahrtskirche in Maria Raisenmarkt

Die Pfarrkirche Maria Raisenmarkt steht im Kirchweiler Maria Raisenmarkt in der Marktgemeinde Alland im Bezirk Baden in Niederösterreich. Die auf die Heiligen Philipp und Jakob geweihte römisch-katholische Pfarrkirche gehört zum Dekanat Heiligenkreuz im Vikariat Unter dem Wienerwald der Erzdiözese Wien. Die Kirche steht unter Denkmalschutz (Listeneintrag).

## Geschichte
1783 wurde die seit dem Mittelalter im Besitz des Stiftes Heiligenkreuz stehende Siedlung zur Lokalkaplanei erhoben; der Kaplan wurde vom Stift gestellt. Seither betreuen Zisterzienserpatres das Kirchlein. Die heute stehende Kirche wurde unter Verwendung der Mauern der mittelalterlichen Kirche erbaut. Von 1883 bis 1889 erfolgten Umbauarbeiten nach Plänen von Dominik Avanzo. Bei der Außenrenovierung 1983 wurden ein romanisches und ein frühgotisches Fenster aus dem 12. und 13. Jahrhundert entdeckt.

## Wallfahrtskirche
1977 stiftete Pfarrer Beda Zilch in der Kirche eine Statue Unserer lieben Frau von Lourdes. Um diese entwickelte sich ein Wallfahrtszentrum im Dekanat Heiligenkreuz. Am Elften jedes Monats – Erscheinungstag von Lourdes am 11. Februar 1858 – finden Monatswallfahrten zu Maria, Heil der Kranken statt. Die Pfarrkirche wurde 1987 durch Erzbischof Hans Hermann Groër zur Wallfahrtskirche erhoben. 1989 beschloss der Gemeinderat von Alland die Namensänderung des Kirchweilers von Raisenmarkt auf Maria Raisenmarkt.

## Architektur
Der im Kern mittelalterliche Kirchenbau zeigt sich schlicht josephinisch unter einem Schopfwalmdach mit einem eingezogenen quadratischen Chor und mit einem Dachreiter über der glatten Westfront.

## Ausstattung
Der Hochaltar mit einem freistehenden Altartisch aus 1771 vom ehemaligen Hochaltar der Stiftskirche Heiligenkreuz mit einem überkuppelten, von Engelsfiguren flankierten klassizistischen Tabernakel in Tempelform wurde 1831 aus Heiligenkreuz hierher übertragen.
Die Kanzel um 1700 mit einem sechseckigen Korb wurde aus der Laurentiuskirche in Mayerling hierher übertragen.
Das Orgelwerk in einem schlichten originalen Gehäuse bauten Alois und Ferdinand Erler 1857.